# Saturnia albofasciata
Saturnia albofasciata är en fjärilsart som beskrevs av Barend J. Lempke 1960. Saturnia albofasciata ingår i släktet Saturnia och familjen påfågelsspinnare. Inga underarter finns listade.